# Colloque de chiens
Pour plus de détails, voir Fiche technique et Distribution.
Colloque de chiens est un court-métrage français réalisé par Raoul Ruiz en 1977.
Le film est tourné comme un roman-photo.

## Synopsis
Dans la cour de l'école, un camarade de Monique lui apprend que sa mère n'est pas sa vraie mère. Pour Monique, plus rien ne sera alors pareil à présent…

## Fiche technique
- Réalisation : Raoul Ruiz
- Scénario : Raul Ruiz, Nicole Muchnik
- Directeur de la photo : Denis Lenoir
- Musique : Sergio Arriagada
- Montage : Valeria Sarmiento
- Durée : 22 minutes

## Distribution
- Eva Simonet : Henri/Odile
- Robert Darmel : la voix
- Silke Humel : Monique adulte
- Frank Lesne
- Marie Christine Poisot
- Hugo Santiago
- Genevieve Such
- Laurence Such
- Michel Such
- Pierre Olivier Such
- Yves Wecker

## Distinction
Cérémonie des César 1980 : César du meilleur court-métrage de fiction. 